# París-Roubaix 1996
La París-Roubaix 1996 fou la 94a edició de la París-Roubaix i el centenari des de la seva creació, el 1896. La cursa es disputà el 14 d'abril de 1996 i fou guanyada pel belga Johan Museeuw, que s'imposà als seus dos companys d'escapada i d'equip, els italians Gianluca Bortolami i Andrea Tafi. És Patrick Lefevere, el director esportiu de l'equip Mapei-GB, el que dona l'ordre de pas en l'arribada. L'ordre fou escollit pel mànager de l'equip, Giorgio Squinzi, per tal d'evitar disputes entre els seus corredors.

## Classificació final
|    | Ciclista                 | Equip            | Temps      |
| -- | ------------------------ | ---------------- | ---------- |
| 1  | Johan Museeuw (BEL)      | Mapei-GB         | 6h 05' 00" |
| 2  | Gianluca Bortolami (ITA) | Mapei-GB         | m. t.      |
| 3  | Andrea Tafi (ITA)        | Mapei-GB         | m. t.      |
| 4  | Stefano Zanini (ITA)     | Gewiss-Playbus   | + 2' 38"   |
| 5  | Franco Ballerini (ITA)   | Mapei-GB         | m. t.      |
| 6  | Andrei Txmil (BEL)       | Lotto-Isoglass   | + 5' 27"   |
| 7  | Brian Holm (DEN)         | Deutsche Telekom | m. t.      |
| 8  | Viatxeslav Iekímov (RUS) | Rabobank         | m. t.      |
| 9  | Francis Moreau (FRA)     | Gan              | m. t.      |
| 10 | Marco Milesi (ITA)       | Brescialat       | m. t.      |